# لس آنجلس کلیپرز
لس آنجلس کلیپرز (در انگلیسی: Los Angeles Clippers) یکی از تیم‌ های حاضر اتحادیه ملی بسکتبال آمریکا است و مقر آن در لس آنجلس ایالت کالیفرنیا قرار دارد.
کلیپرز به تیم همیشه بازنده معروف بود که بالاترین توانش حضور در (  ان بی ای )  است. مدیران تیم برای آنکه از سایه‌ی چنین تصوری خارج شوند از سال ۲۰۱۱ تا ۲۰۱۵ شروع به بستن تیمی بزرگ کردند و نتایج بسیار عالی گرفتند تا جاییکه در ۲۰۱۴ و در فصل عادی بیش از ۵۰ برد کسب کردند  اما به محض حضور  در پلی آف به شدت  نا امید کننده ظاهر شدند. کلیپرز تنها تیم از این شهر است که تا کنون هیچ فینالی را تجربه نکرده است.

## بازیکنان کنونی
- پال جرج
- کووای لنارد
- رجی جکسون
- ایویتسا زوباک
- نیک باتوم
- لوک کنارد
- امیر کافی
- خاویر مون
- برندن بوستون جونیور
- ترنس من
- مارکوس موریس
- نورمن پاول
- جان وال
- راسل وستبروک
- جیمز هاردن

## طرفداران
در میان مشاهیر، بیلی کریستال از طرفداران بزرگ این تیم محسوب میگردد.

## نگارخانه

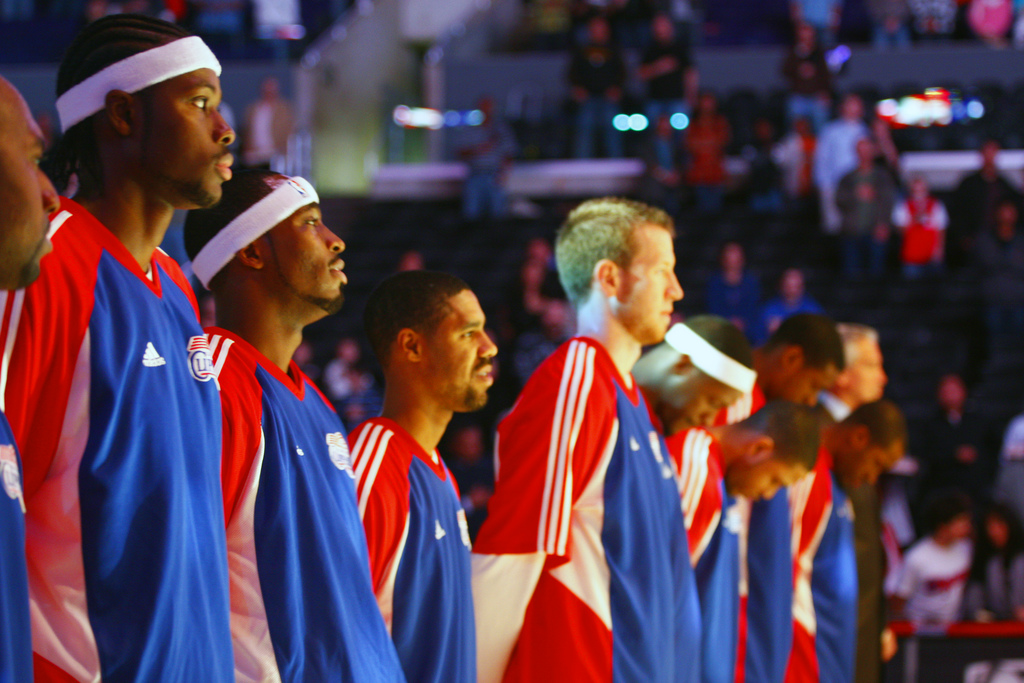
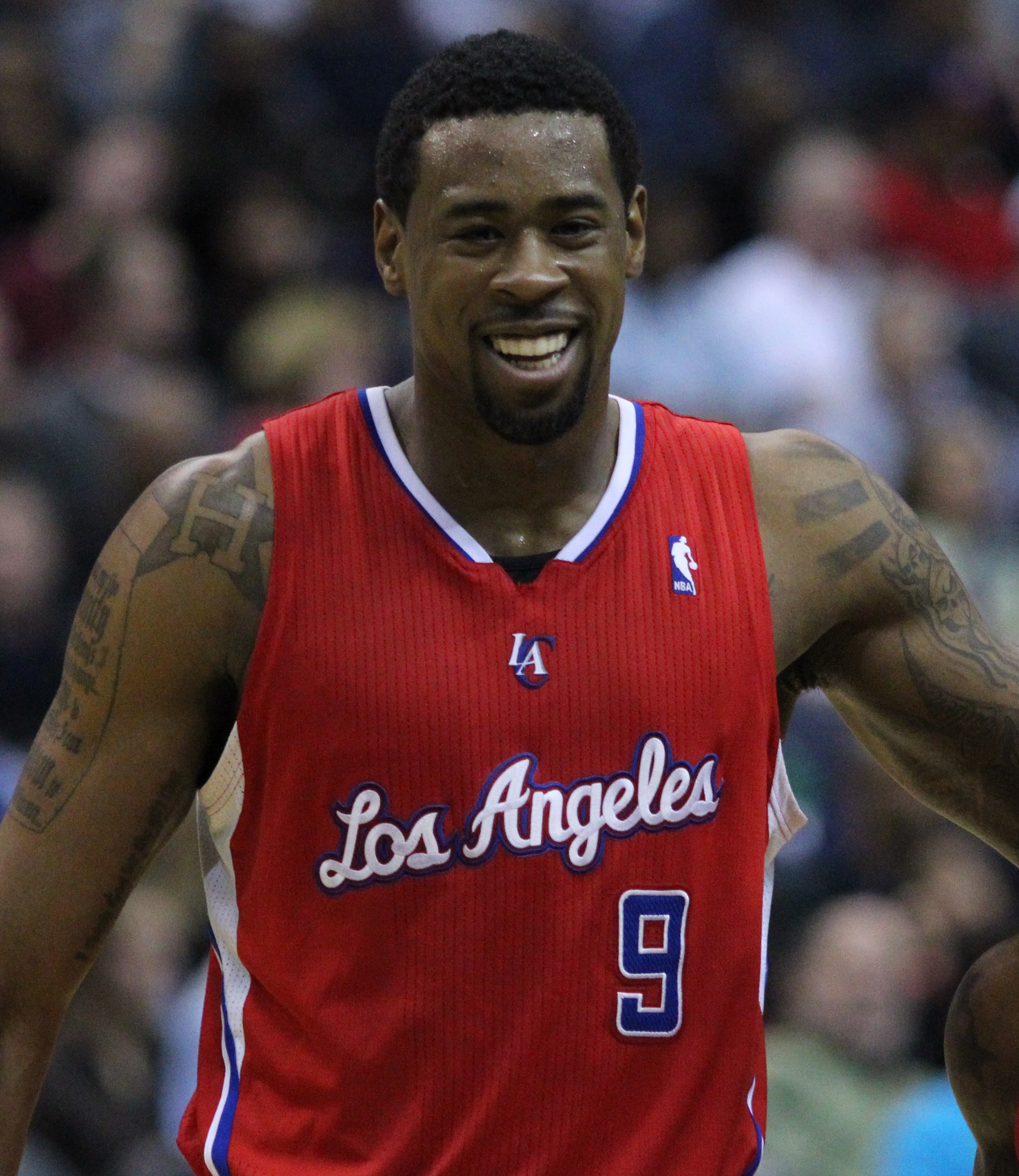
دی آندره جردن
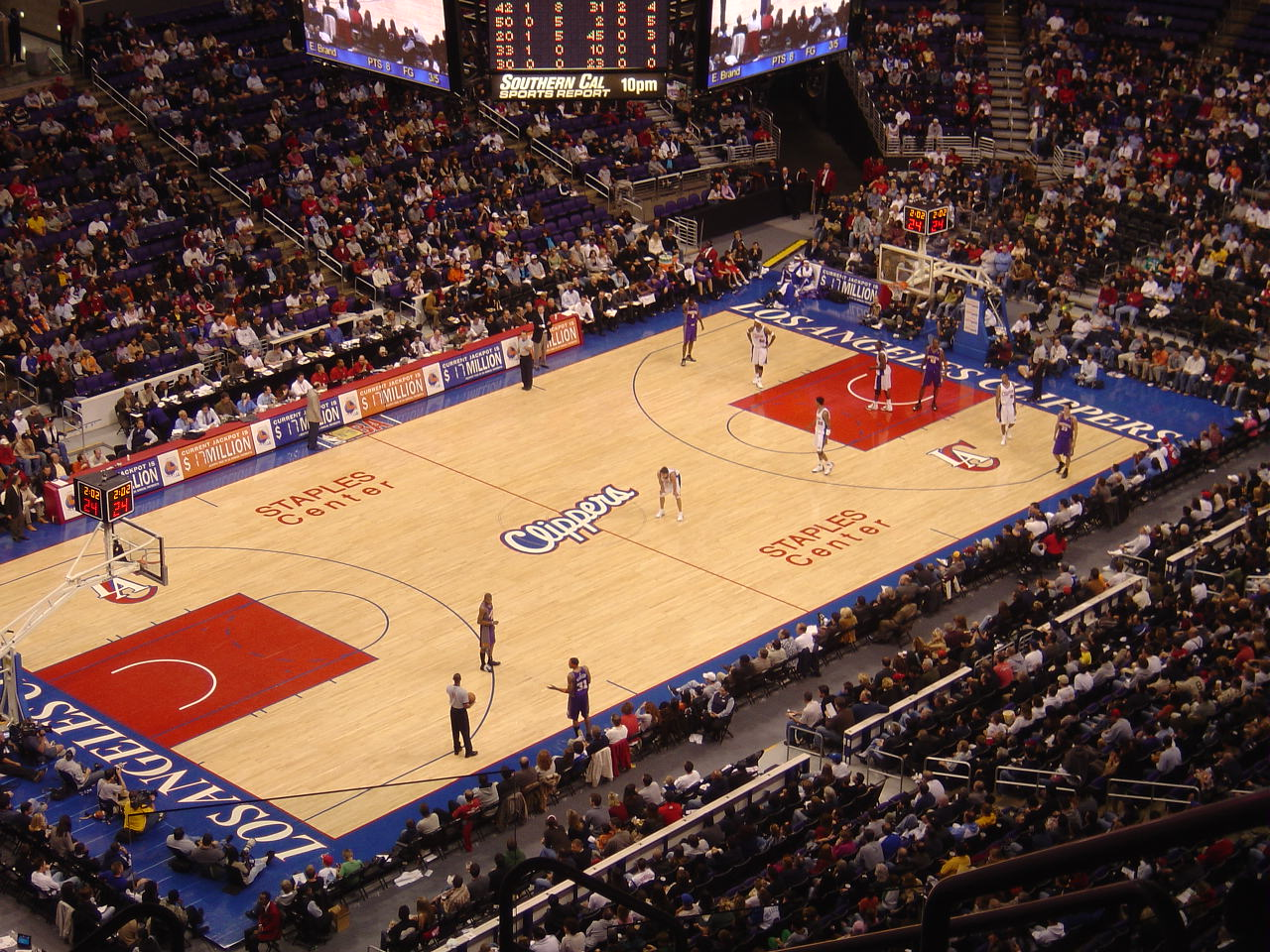